# Gaston Le Mains
Gaston Le Mains, né le 4 décembre 1854 à Tours et mort le 26 septembre 1930 à Saint-Mandé, est un peintre français.

## Biographie
Gaston Le Mains est le fils de Gustave Eugène Le Mains, contrôleur des contributions directes, et d'Aline Émilie Le Guay.
Élève d'Henri Lehmann et d'Antoine Guillemet, il expose au Salon à partir de 1879.
En 1885, il épouse à Rennes Berthe Octavie Alphonsine Perrussel.
En 1890, il propose au Salon Le jour de la première communion.
Il obtient une médaille d'honneur à l'Exposition universelle de 1900.
Aquarelliste, il représente fréquemment les rues bretonnes.
Il meurt à l'âge de 75 ans à Saint-Mandé.